# Лісозавод (Агінський район)
Лісозаво́д (рос. Лесозавод) — село у складі Агінського району Забайкальського краю, Росія. Входить до складу Південно-Аргалейського сільського поселення.
Стара назва — Пилорама Аргалейська.

## Населення
Населення — 52 особи (2010; 64 у 2002).
Національний склад (станом на 2002 рік):
- росіяни — 81 %